# جعرور أسود الخطوط
جعرور أسود الخطوط (الاسم العلمي:Gerrhosaurus nigrolineatus ) (بالإنجليزية: black-lined plated lizard)‏ هو نوع من الزواحف يتبع جنس الجعرور من فصيلة الجعروريات.